# ريبيكا هنتر
ريبيكا هنتر (بالإنجليزية: Rebecca Hunter)‏ هي مغنية وممثلة بريطانية، ولدت في 12 يوليو 1981 في نورثامبتون في المملكة المتحدة.

## وصلات خارجية
- ريبيكا هنتر على موقع IMDb (الإنجليزية)
- ريبيكا هنتر على موقع ميوزك برينز (الإنجليزية)
- ريبيكا هنتر على موقع ديسكوغز (الإنجليزية)
- ريبيكا هنتر على موقع قاعدة بيانات الفيلم (الإنجليزية)